# Газети Гібралтару
Нижче наведений список періодичних друкованих видань, які наразі видаються в Гібралтарі.

## Щоденні видання
- Gibraltar Chronicle
- Panorama
- The New People — Online Edition

## Часописи
- Gibraltar International — Бізнес-щоквартальник
- Gibraltar Magazine — Щомісячник
- Globe Magazine — Електронне видання
- Insight — Щомісячник
- Upon This Rock — Щомісячник

## Урядові видання
- Gibraltar.gov.gi — пресслужба, уряд Гібралтару

## Новинні вебсайти
- Your Gibraltar TV (YGTV) News